# Kanał Kii
Kanał Kii (jap. 紀伊水道 Kii-suidō) – cieśnina, kanał morski, oddzielający japońskie wyspy: Honshū i Shikoku i łączący Morze Wewnętrzne (Seto-naikai) z Oceanem Spokojnym. Ma długość 50 km i szerokość 34–55 km.